# França nos Jogos Olímpicos de Inverno de 1960
A França participou dos Jogos Olímpicos de Inverno de 1960 em Squaw Valley, na Estados Unidos.
A equipe francesa conquistou 3 medalhas (1 de ouro e 2 de bronze), ficando em décimo primeiro lugar no quadro geral de medalhas.

## Lista de medalhas francesas

### Medalhas de ouro
| Esporte              | Modalidade  | Atleta       | Performance |
| Medalhas de ouro : 1 |             |              |             |
| Esqui alpino         | Descida (M) | Jean Vuarnet |             |

### Medalhas de prata
| Esporte               | Modalidade | Atleta | Performance |
| Medalhas de prata : 0 |            |        |             |

### Medalhas de bronze
| Esporte                | Modalidade  | Atleta        | Performance |
| Medalhas de bronze : 2 |             |               |             |
| Esqui alpino           | Slalom (M)  | Charles Bozon |             |
| Esqui alpino           | Descida (M) | Guy Périllat  |             |